# Xènia Desni
Xènia Desni   (Kíiv, 19 de gener de 1894 - Ròcafòrt lei Pins, 27 de juny de 1954) va ser una actriu ucraïnesa de l'era del cinema mut que va aparèixer principalment a pel·lícules alemanyes.

## Biografia
Densi va néixer amb el nom Ksenia Desnytska a Kíev, Ucraïna. Ella i la seva família van fugir de la Revolució Russa. Primer es van traslladar a Constantinoble, on va començar la seva carrera d'actriu a Vaudeville. Més tard es va traslladar a Berlín. Després va participar en pel·lícules dirigides per Johannes Guter.

## Trajectòria
Desni va començar la seva exitosa carrera a principis de la dècada de 1920 amb la pel·lícula Sappho, seguida d'una sèrie de produccions d'èxit com Leap Into Life, Die Prinzessin Suwarin, Wilhelm Tell, Die Andere, Ein Walzertraum, Familie Schimek i Madame wagt einen Sei.
La seva carrera va afluixar poc després de l'arribada del so, després de la qual va aparèixer només en una pel·lícula, Kriminalkommissar Eyck.
Era la mare de l'actriu Tamara Desni. La seva filla es va convertir en una estrella del cinema britànic durant les dècades de 1930 i 1940.